# Pianezzo
Pianezzo (in dialetto ticinese Pianéz) è un quartiere di 646 abitanti della città svizzera di Bellinzona, sito nel Canton Ticino.

## Geografia fisica
È situato nella Valle Morobbia formatasi lungo la linea insubrica, linea tettonica che separa la placca euroasiatica da quella adriatica. Il suo nucleo abitato principale si estende lungo una piccola terrazza glaciale, ricoperta dai vigneti.

## Storia
Vari reperti dell'età del ferro (alcune decine di tombe a cremazione e inumazione), ricondcibili alla cultura di Golasecca, mostrano che la zona era già popolata prima dell'epoca romana. Presso le località Caslasc e Tremoza sono state rinvenute rovine di costruzioni che potrebbero risalire all'epoca romana e preromana.

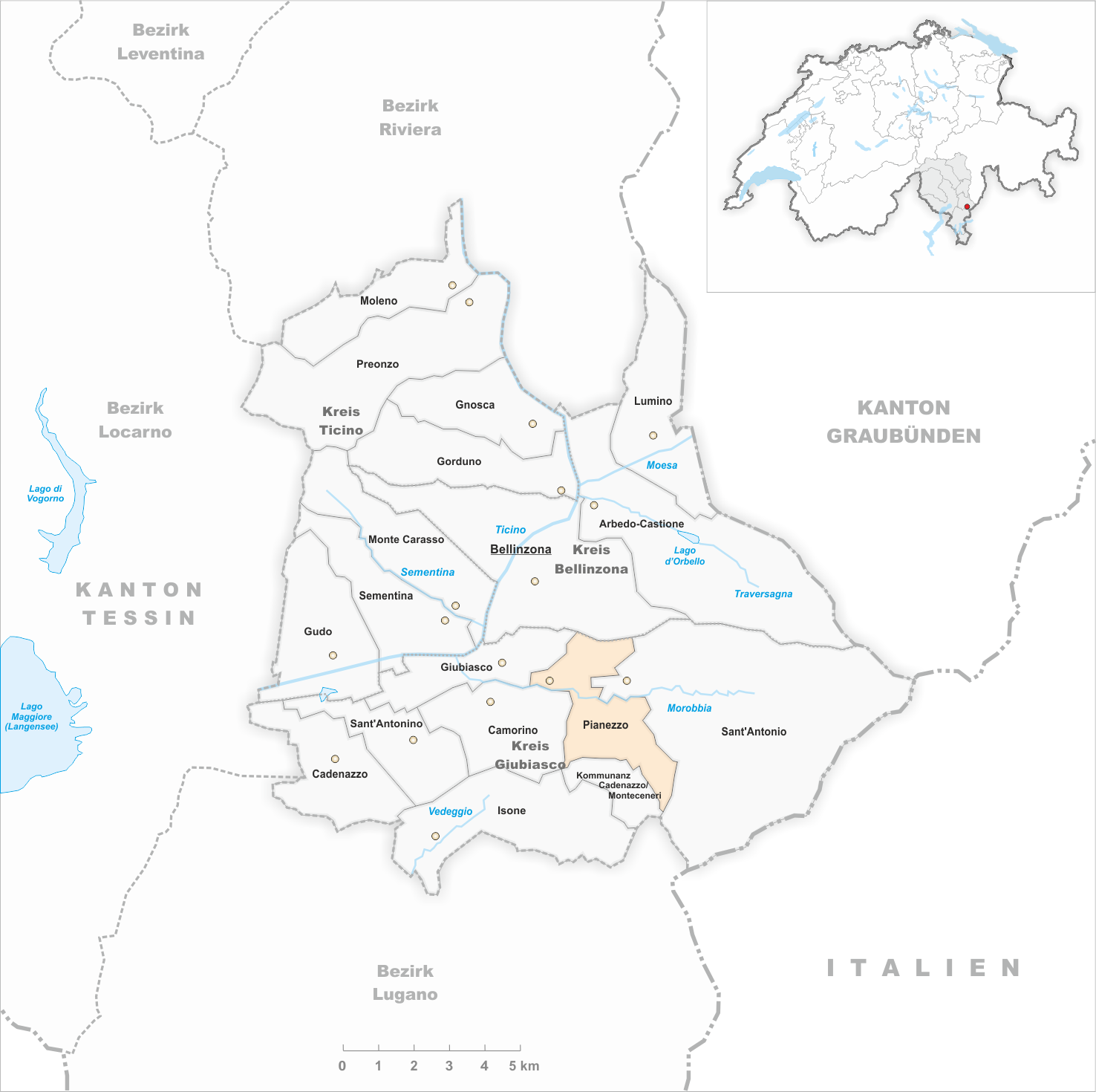
Il territorio del comune di Pianezzo prima degli accorpamenti comunali del 2017

È stato un comune autonomo, che si estendeva per 8,03 km², dal 1831, quando fu istituito con la divisione del comune soppresso di Vallemorobbia nei nuovi comuni di Pianezzo, Sant'Antonio e Vallemorobbia in Piano, fino al 1º aprile 2017; il 2 aprile 2017 è stato accorpato al comune di Bellinzona assieme agli altri comuni soppressi di Camorino, Claro, Giubiasco, Gnosca, Gorduno, Gudo, Moleno, Monte Carasso, Preonzo, Sant'Antonio e Sementina.

## Monumenti e luoghi d'interesse
- Chiesa dei Santi Giacomo e Filippo (XVI secolo)[1];
- Ponte in sasso sul fiume Morobbia[senza fonte].

## Società

### Evoluzione demografica
L'evoluzione demografica è riportata nella seguente tabella:
Abitanti censiti

## Amministrazione
Ogni famiglia originaria del luogo fa parte del cosiddetto comune patriziale e ha la responsabilità della manutenzione di ogni bene ricadente all'interno dei confini della frazione. Presidente dell'ufficio patriziale è Carlo Jorio.